# Coppa del Mondo di skeleton 2006
La Coppa del Mondo di skeleton 2005/06, ventesima edizione della manifestazione organizzata dalla Federazione Internazionale di Bob e Skeleton, è iniziata il 9 novembre 2005 a Calgary, in Canada e si è conclusa il 27 gennaio 2006 ad Altenberg, in Germania. Furono disputate quattordici gare: sette per quanto concerne gli uomini ed altrettante per le donne in sette località diverse. 
Questa Coppa del Mondo si è svolta come di consueto in parallelo alla Coppa del Mondo di bob.
Nel corso della stagione si tennero anche i XX Giochi olimpici invernali di Torino 2006, in Italia, competizioni non valide ai fini della Coppa del Mondo, mentre la tappa di Sankt Moritz assegnò anche i titoli europei.
Vincitori delle coppe di cristallo, trofeo conferito ai vincitori del circuito, furono i canadesi Jeff Pain per gli uomini, al suo secondo alloro consecutivo, e Mellisa Hollingsworth per le donne, alla sua prima affermazione nel massimo circuito mondiale.

## Risultati

### Uomini
| Data             | Località             | Primi classificati        | Secondi classificati        | Terzi classificati       |
| ---------------- | -------------------- | ------------------------- | --------------------------- | ------------------------ |
| 10 novembre 2005 | Calgary              | Gregor Stähli Svizzera    | Jeff Pain Canada            | Duff Gibson Canada       |
| 17 novembre 2005 | Lake Placid          | Eric Bernotas Stati Uniti | Paul Boehm Canada           | Zach Lund Stati Uniti    |
| 8 dicembre 2005  | Igls                 | Gregor Stähli Svizzera    | Kevin Ellis Stati Uniti     | Zach Lund Stati Uniti    |
| 15 dicembre 2005 | Sigulda              | Jeff Pain Canada          | Zach Lund Stati Uniti       | Paul Boehm Canada        |
| 12 gennaio 2006  | Schönau am Königssee | Sebastian Haupt Germania  | Kristan Bromley Regno Unito | Philippe Cavoret Francia |
| 19 gennaio 2006  | Sankt Moritz         | Jeff Pain Canada          | Gregor Stähli Svizzera      | Frank Rommel Germania    |
| 27 gennaio 2006  | Altenberg            | Jeff Pain Canada          | Sebastian Haupt Germania    | Markus Penz Austria      |

### Donne
| Data             | Località             | Prime classificate           | Seconde classificate         | Terze classificate           |
| ---------------- | -------------------- | ---------------------------- | ---------------------------- | ---------------------------- |
| 9 novembre 2005  | Calgary              | Mellisa Hollingsworth Canada | Maya Pedersen Svizzera       | Katie Uhlaender Stati Uniti  |
| 18 novembre 2005 | Lake Placid          | Maya Pedersen Svizzera       | Mellisa Hollingsworth Canada | Katie Uhlaender Stati Uniti  |
| 9 dicembre 2005  | Igls                 | Carla Pavan Stati Uniti      | Mellisa Hollingsworth Canada | Maya Pedersen Svizzera       |
| 14 dicembre 2005 | Sigulda              | Maya Pedersen Svizzera       | Kerstin Jürgens Germania     | Mellisa Hollingsworth Canada |
| 13 gennaio 2006  | Schönau am Königssee | Mellisa Hollingsworth Canada | Anja Huber Germania          | Diana Sartor Germania        |
| 20 gennaio 2006  | Sankt Moritz         | Maya Pedersen Svizzera       | Mellisa Hollingsworth Canada | Lindsay Alcock Canada        |
| 26 gennaio 2006  | Altenberg            | Maya Pedersen Svizzera       | Diana Sartor Germania        | Mellisa Hollingsworth Canada |

## Classifiche

### Uomini
| Pos. | Nome pilota      | Nazione     | CAL | LAK | IGL | SIG | KÖN | STM | ALT | Punti |
| ---- | ---------------- | ----------- | --- | --- | --- | --- | --- | --- | --- | ----- |
| 1    | Jeff Pain        | Canada      | 2   | 4   | 6   | 1   | 6   | 1   | 1   | 580   |
| 2    | Gregor Stähli    | Svizzera    | 1   | 5   | 1   | -   | 4   | 2   | -   | 425   |
| 3    | Eric Bernotas    | Stati Uniti | 6   | 1   | 11  | 4   | 21  | 5   | 10  | 390   |
| 4    | Kevin Ellis      | Stati Uniti | 4   | 9   | 2   | 14  | 32  | 4   | 6   | 365   |
| 5    | Kristan Bromley  | Regno Unito | 5   | 11  | 8   | 7   | 2   | -   | 7   | 354   |
| 6    | Paul Boehm       | Canada      | 12  | 2   | 7   | 3   | 34  | 19  | 5   | 344   |
| 7    | Markus Penz      | Austria     | 10  | 8   | 5   | 17  | 11  | 9   | 3   | 343   |
| 8    | Philippe Cavoret | Francia     | 11  | 25  | 16  | 10  | 3   | 20  | 4   | 277   |
| 9    | Adam Pengilly    | Regno Unito | 8   | 14  | 13  | 6   | 10  | 22  | 8   | 277   |
| 10   | Zach Lund        | Stati Uniti | DSQ | 3   | 3   | 2   | -   | -   | -   | 250   |

### Donne
| Pos. | Nome pilota           | Nazione     | CAL | LAK | IGL | SIG | KÖN | STM | ALT | Punti |
| ---- | --------------------- | ----------- | --- | --- | --- | --- | --- | --- | --- | ----- |
| 1    | Mellisa Hollingsworth | Stati Uniti | 1   | 2   | 2   | 3   | 1   | 2   | 3   | 630   |
| 2    | Maya Pedersen         | Svizzera    | 2   | 1   | 3   | 1   | 8   | 1   | 1   | 620   |
| 3    | Diana Sartor          | Germania    | 8   | 5   | 9   | 4   | 3   | 19  | 2   | 418   |
| 4    | Katie Uhlaender       | Stati Uniti | 3   | 3   | 7   | 10  | 11  | 9   | 12  | 377   |
| 5    | Shelley Rudman        | Regno Unito | 4   | 11  | 8   | 12  | 10  | 4   | 6   | 367   |
| 6    | Kerstin Jürgens       | Germania    | 7   | 10  | 10  | 2   | 4   | 20  | 10  | 357   |
| 7    | Lindsay Alcock        | Canada      | 5   | 8   | 6   | 5   | 14  | 3   | -   | 350   |
| 8    | Tanja Morel           | Svizzera    | 13  | 9   | 18  | 6   | 7   | 6   | 9   | 318   |
| 9    | Michelle Kelly        | Canada      | 17  | 26  | 15  | 7   | 12  | 7   | 4   | 270   |
| 10   | Julia Eichhorn        | Germania    | 14  | 16  | 14  | 9   | 9   | 18  | 5   | 259   |